# 靈克賓

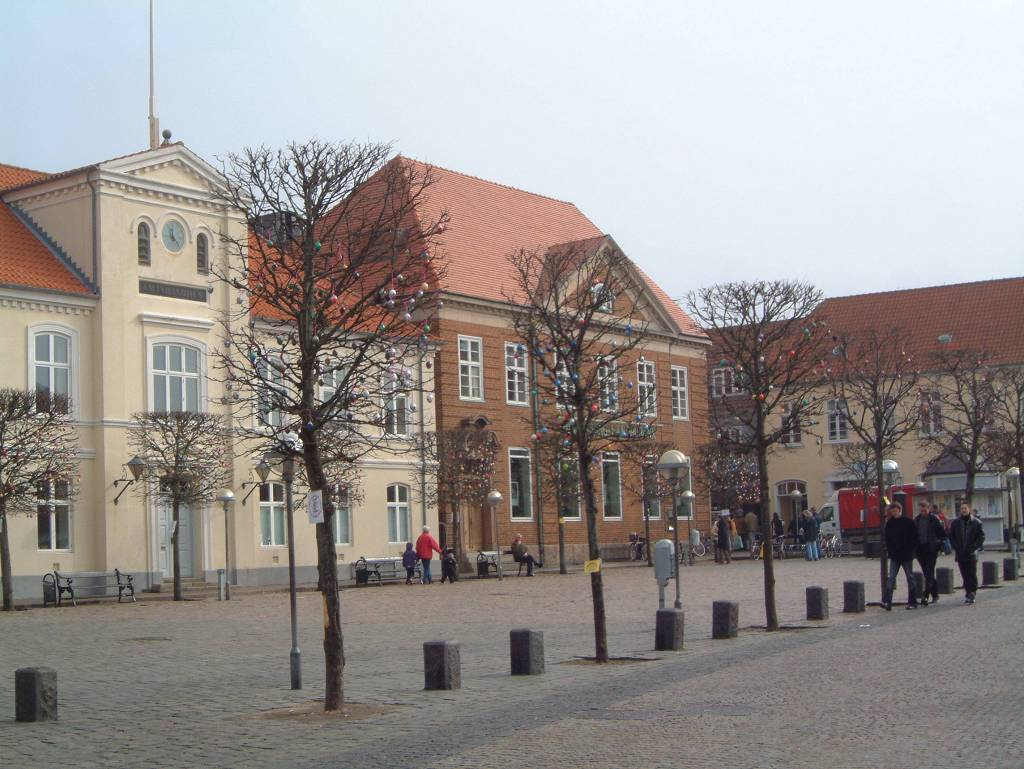
靈克賓

靈克賓（丹麥語：Ringkøbing）是丹麥的城市，位於日德蘭半島西部，目前屬中日德蘭大區；靈克賓始建於13世紀，當時是丹麥西海岸唯一真正的港口城市。人口為9717（2014年1月1日）。